# بوهره داوودی

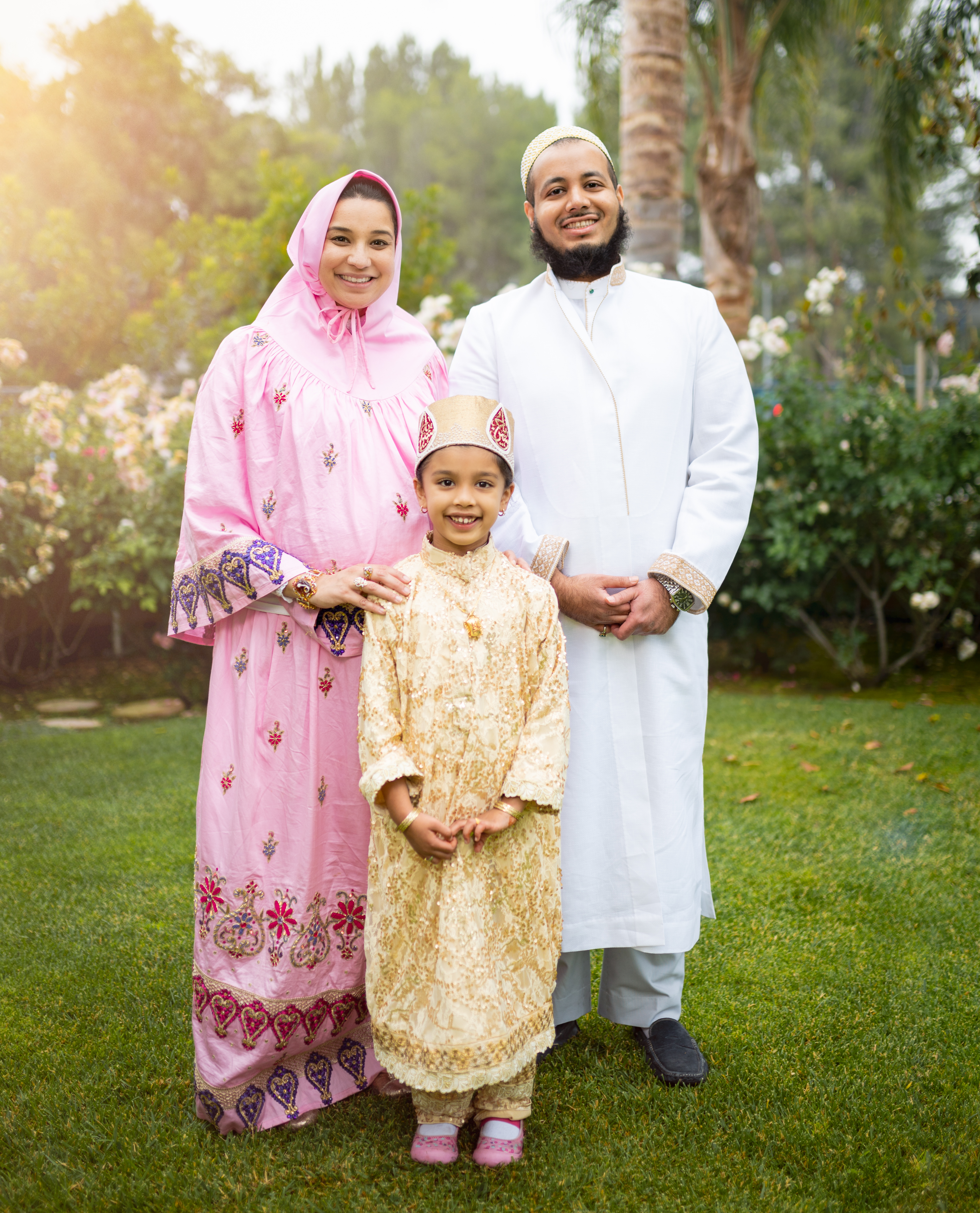
خانواده بوهرهٔ داوودی در پوشش مذهبی خود

بوهرهٔ داوودی فرقه‌ای مذهبی از شاخهٔ اسماعیلی اسلام شیعه است. اکثریت ایشان در هند، پاکستان، یمن، شرق آفریقا و کشورهای حوزه خلیج فارس ساکن هستند. همچنین تعداد قابل توجهی در اروپا، آمریکای شمالی، جنوب شرقی آسیا و استرالیا زندگی می‌کنند. بیشتر تخمین‌ها جمعیت جهانی بوهرهٔ داوودی را حدود یک میلیون نفر نشان می‌دهد.
افراد بوهرهٔ داوودی تاریخ خود را به امامت فاطمیان در مصر می‌رسانند. ایشان مانند سایر مسلمانان، پنج بار در روز نماز می‌خوانند، در ماه رمضان روزه می‌گیرند، حج و عمره بجا می‌آورند و زکات می‌دهند.
کلمه بوهره از واژهٔ گُجَراتی vohrvu یا vyavahar به معنی «تجارت» آمده‌است که یکی از مشاغل سنتی آنها را تا به امروز تشکیل می‌دهد.

## تاریخ
بوهرهٔ داوودی زیرشاخه‌ای از اسلام است و مذهبی است داوودی، طیبی، مستعلی، اسماعیلی، شیعی و اسلامی. : 1–4  مسلمانان بوهرهٔ داوودی میراث خود را از خلافت فاطمیون می‌دانند که به نام فاطمه دختر پیامبر اسلام نامگذاری شده‌است. باور قلبی به امامان فاطمی (مصر) و خاندان پیامبر از ویژگی‌های بارز این مذهب است.

### بوهرهٔ داوودی و سلسلهٔ فاطمیان
فاطمیان ابتدا در مدینه سکنی داشتند و بعدها در قرن‌های ۱۰ و ۱۱ میلادی بر بخش‌های بزرگی از جهان اسلام از جمله شمال آفریقا و مصر حکومت کردند. شعار حکومت آنها تحکیم و تقویت سنت‌های دینی پیامبر اسلام بود. عصر امامان فاطمی از لحاظ دستاوردهای سیاسی، اقتصادی، ادبی، هنری و علمی دوره‌ای بی‌نظیر از تاریخ اسلام است. آنها مؤسسات آموزشی مانند دانشگاه الازهر، قدیمی‌ترین دانشگاه بازماندهٔ جهان و همچنین بسیاری از شاهکارهای معماری در شهر قاهرهٔ مصر را تأسیس کردند که میراث ماندگار آن دوران است.

## باور مذهبی

### اصول هفتگانه
بوهرهٔ داوودی پیرو هفت رکن مذهب اسماعیلی اند و به سنت «دعوت» فاطمی پایبندند. این هفت رکن عبارتند از ولایت، طهارت (پاکی)، صلات (نماز)، زکات (صدقه دادن)، صوم (روزه)، حج (زیارت مکه)، و جهاد (مبارزه). «ولایت» یعنی تعلق و باور به امامان و خاندان پیامبر، ویژگی بارز مذهب بوهرهٔ داوودی است.

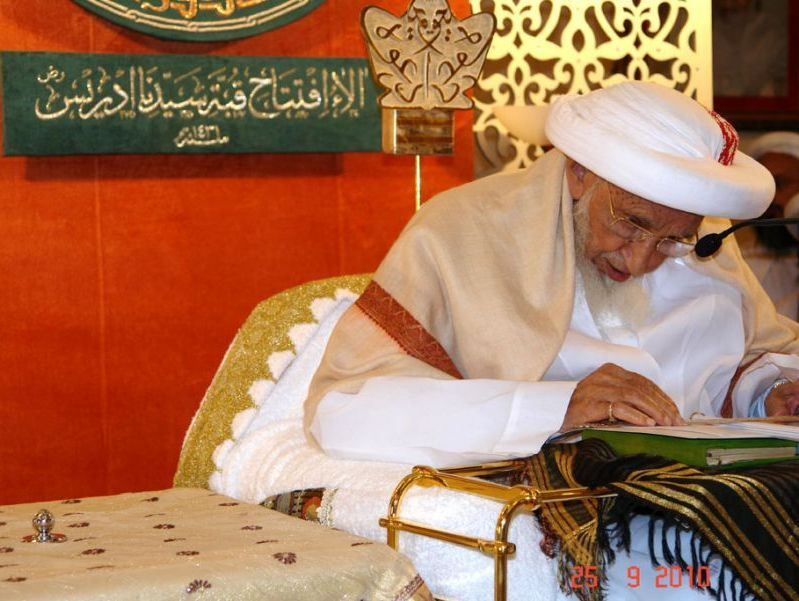
محمد برهان‌الدین از سال ۱۹۶۵ تا ۲۰۱۴ میلادی ۵۲مین «داعی» بوهرهٔ داوودی بود.

### مرجعیت دینی
بیستمین امام فاطمی، امام منصور الآمر باحکام الله، وقتی دوران «غیبت» نزدیک شد به سفیر بزرگ خود، بانو اروی بنت احمد ملکهٔ یمن فرمود تا مقام داعی مطلق را بر نایبِ امام در عصر غیبتِ او تفویض کند. اولین داعی مطلق، ذؤیب بن موسی وادعی در سال ۵۳۲ ه‍.ق/۱۱۳۸ م در یمن منصوب شد. رهبر معنوی جامعهٔ بوهرهٔ داوودی داعی مطلق است که جایگاه نمایندهٔ امام بر روی زمین در عصر غیبت را دارد.
جانشینی داعی مطلق از طریق نص تعیین می‌شود که به موجب آن هر داعی - با الهام و هدایت امام غایب - جانشین خود را تعیین می‌کند. داعیان مطلق همیشه در طول حیات خود جانشینی را تعیین کرده‌اند تا با تمام اختیارات ذاتی آن مقام، مأموریتش را به نام امام انجام دهد. زنجیرهٔ داعیان تا امروز بدون وقفه ادامه داشته‌است. داعی مطلق فعلی دکتر مفضل سیف‌الدین است.

### میثاق
اصلی‌ترین مناسکِ بلوغ برای هر فرد بوهره داوودی، مراسم میثاق است که تنها آیین مهمِ منحصر به این فرقه است. این مراسم بر هر فردی که بخواهد عضو جامعه بوهره باشد واجب است و پیمانی است میان فرد مؤمن و خداوند با واسطهٔ نماینده او در روی زمین. در مراسم میثاق، علاوه بر بیان تکالیفی که خدا بر گردن مؤمن نهاده، فرد باید سوگند وفاداری خورد که هدایتِ معنوی داعی مطلق را با تمام وجود بپذیرد.
سوگند میثاق نخستین بار در سن بلوغ کودک انجام می‌گیرد: معمولاً دختران در سیزده سالگی و پسران در چهارده یا پانزده سالگی. در اوایل بلوغ، والدین کودک را برای مصاحبه به نزد «عامل» محلی می‌آورند. عامل از نوجوان سؤالاتی در مورد اعتقادات بوهره می‌پرسد و تنها پس از ارائه پاسخ‌های مناسب، کودک را برای میثاق می‌پذیرند.
در هجدهم ذی‌الحجه هر سال، جماعات بوهره میثاقِ خود را به شکل دسته جمعی تجدید می‌کنند. علت این که این مراسم در این تاریخ برگزار می‌شود این است که (بنا به سنت شیعه) در هجدهم ذی‌الحجه سال ۲۳ هجری قمری بود که ۷۰ هزار نفر از مسلمان با پیامبر و دامادش در غدیر خم سوگند میثاق کردند. اعتقاد ایشان بر این است که این سوگند یادآور آیه‌ای از قرآن است که: «خدا از مؤمنان جان و مالشان را به بهای اینکه بهشت برای آنان باشد خریده‌است.»

### تقویم
جامعهٔ بوهرهٔ داوودی از تقویم اسلامی جدولی عصر فاطمی استفاده می‌کنند که اگرچه کاملاً با چرخه قمری مطابقت دارد، اما آغاز ماه‌ها در آن بسته به رؤیت هلال ماه نیست. در این تقویم سال قمری ۳۵۴ روز است. ماه‌های فرد ۳۰ روزه و ماه‌های زوج ۲۹ روزه اند، به جز در سال کبیسه که ماه دوازدهم هم ۳۰ روزه است.

## جمعیت و فرهنگ
جمعیت جهانی بوهرهٔ داوودی تقریباً بیش از یک میلیون تخمین زده می‌شود. اکثر پیروان بوهره در ایالت گجرات در هند یا شهر کراچی پاکستان زندگی می‌کنند. جمعیت قابل توجهی دور از وطن در اروپا، آمریکای شمالی، خاور دور و شرق آفریقا ساکنند.